# Sahand-e Soflá
Sahand-e Soflá (persiska: سهند سفلى) är en ort i Iran.   Den ligger i provinsen Zanjan, i den nordvästra delen av landet, 400 km väster om huvudstaden Teheran. Sahand-e Soflá ligger 1 874 meter över havet och antalet invånare är 961.
Terrängen runt Sahand-e Soflá är lite bergig.Runt Sahand-e Soflá är det ganska glesbefolkat, med 47 invånare per kvadratkilometer. Närmaste större samhälle är Māhneshān, 12,0 km öster om Sahand-e Soflá. Trakten runt Sahand-e Soflá består i huvudsak av gräsmarker.